# Балеарський хрестовий похід (1113—1115)
Балеарський хрестовий похід (1113—1115) , також відомий як Пізано-каталонський хрестовий похід (кат. Croada pisano-catalana) або Балеарська експедиція (італ. Spedizione alle isole Baleari) — військова експедиція на Балеарські острови, які на той час були мусульманською тайфою, що здійснювалась в 1113—1115 роках у формі хрестового походу об'єднаним християнським військом за підтримки Папи Пасхалія II. Експедиція була заснована на договорі, укладеному в 1113 році між Пізанською республікою та графом Барселони Рамоном Беренгером III і отримала підтримку Римського престолу. В поході взяли участь багато лордів Каталонії та Окситанії, а також окремі контингенти з північної та центральної Італії, Сардинії та Корсики. Хрестоносців, можливо, надихав успішний напад на Балеари норвезького короля Сігурда I в 1108 або 1109 році під час норвезького хрестового походу.
Експедиція закінчилася в 1115 р. підкоренням Балеарських островів, яке протривало лише до наступного року. Основним джерелом описів події є пізанська епічна хроніка Liber maiolichinus, завершена до 1125 року.

## Договір та підготовка
У 1085 р. Папа Григорій VII подарував сюзеренітет над Балеарськими островами Пізанській республіціі. У вересні 1113 р. пізанський флот, що здійснював експедицію на Майорку, був віднесений штормом з курсу і опинився поблизу Бланеса на узбережжі Каталонії, який вони спочатку прийняли за Балеари. Пізанці зустрілися з графом Барселони в порту Сан-Фаліу-де-Гішулс, де 7 вересня вони підписали договір «Про справу суспільної співпраці та дружби» (лат. Causa corroborandae societatis et amicitiae). Зокрема, пізанці були звільнені від митних зборів та від дії берегового права (jus naufragii) на всіх територіях теперішнього та майбутнього графа Барселони, хоча Арль та Сен-Жиль, в нещодавно придбаній каталонцями марці Прованс, були згадані окремо.
Єдина збережена копія договору між Пізою та Барселоною знайдена з інтерполяцією в статуті Хайме I Завойовника, наданому Пізі в 1233 році. Це підтверджує, що зустріч була незапланованою і, як вказано в хроніці — здійсненою Божим провидінням. Деякі вчені висловлюють сумнів у недостатній підготовці, посилаючись на швидку реакцію каталонців на появу пізанців як свідчення наявності попередніх контактів. Можливо, приписування зустрічі лише провидінню було придумано, щоб додати альянсу і хрестовому походу «ауру священності».
Договір або те, що від нього зберіглося, не стосується військового співробітництва або задуму проти Майорки; можливо, ця угода була усною, або, можливо, її запис втрачено, але на 1114 рік планувався хрестовий похід. Головною метою було звільнення полонених християн та придушення мусульманського піратства. Більша частина пізанського флоту повернулася до Пізи, але деякі кораблі, пошкоджені бурею, залишились для ремонту, також в Каталонії залишилася частина команди з флоту пізанців, щоб збудувати облогові машини. Навесні 1114 року новий флот з вісімдесяти кораблів прибув з Пізи, пройшовши вздовж французького узбережжя і ненадовго зупинившись у Марселі.
Флот привіз із собою кардинала Бозоне, посланця Пасхалія II, який енергійно підтримав експедицію, і надав їй в буллі своє благословення ще в 1113 році. Пасхалій також подарував пізанцям «Римський штандарт, прапор апостольський» (лат. Romana signa, sedis apostolicae vexillum), а його заклики до експедиції і її підтримка дали свої плоди. Крім 300 кораблів пізанського контингенту, було 120 каталонських і окситанських суден (разом з численними арміями), контингенти з італійських міст Флоренція, Лукка, Пістоя, Рим, Сієна і Вольтерра, а також з Сардинії і Корсики на чолі з Салтаро, бастардом Костянтина I Логудорського. Серед каталонських князів були сам Рамон Беренгер ІІІ, Хуго II з Емпорії та Рамон Фольк II з Кардони. Також, за винятком графа Тулузи Альфонсо Журдена, в поході взяли участь більшість найважливіших лордів Окситанії  — Вільгельм V з Монпельє з двадцятьма кораблями, Аймер II з Нарбонни з двадцятьма кораблями і Раймонд I з Бо на семи кораблях. Також брав участь Бернар Ато IV, голова дому Тренкавель. Рамон Беренгер та його дружина Дульса запозичили 100 морабатинів у Рамона Гіллема, єпископа Барселони, для фінансування експедиції.

## Завоювання та втрата
Оскільки Ібіса лежала між Майоркою та материком і могла б становити постійну загрозу під час облоги, спочатку об'єднаний флот хрестоносців здійснив в червні напад на Ібісу і зруйнував її оборону, Liber maiolichinus також фіксує взяття полонених, які намагалися сховатися в кареях (можливо, печерах) на Форментері. До серпня Ібіса перейшла під контроль хрестоносців. Головне військо хрестоносців розпочала облогу столиці Балеарів, міста Пальми в серпні 1114 р. Коли облога затягнулася, графи Барселони та Емпурії вступили в мирні переговори з мусульманським правителем Майорки, але архієпископ Пізи П'єтро Моріконі і папський посланець кардинал Бозоне втрутились в переговори і зажадали їхнього припинення. Ймовірно, каталонські правителі, землі яких лежали найближче до Балеарських островів, очікували домовитись про щорічні виплати пари (данини) від мусульман і припинення піратських набігів в обмін на зняття облоги.
Альморавіди намагались допомогти захисникам островів і надіслали з піренейського порту Денія флотилію, яка здійснила несподіваний напад на шість пізанських кораблів біля Ібіси, після чого лише двом пізанським суднам вдалось втекти під захист залишків фортеці, спаленої королем Норвегії десятиліттям раніше. У квітні 1115 року Пальма все-ж таки капітулювала, а все її населення було поневолене. Після цієї перемоги було захоплено більшість основних поселень Балеарських островів, де було звільнено велику кількість полонених християн. Правителя мусульманської тайфи забрали в полон до Пізи. Однак найбільшою перемогою було знищення майорканського піратства.
Підкорення Балеарських островів тривало не більше кількох місяців. У 1116 р. їх відвоювали іберійські Альморавіди.